# Silent Hills
Silent Hills é um jogo eletrônico de terror cancelado, desenvolvido pela Kojima Productions e seria publicado pela Konami para o console PlayStation 4. O título estava sendo desenvolvido desde 2012 e foi oficialmente cancelado em 2015. Seria o nono título principal da série Silent Hill, dirigido por Hideo Kojima e Guilhermo del Toro. 
A editora Konami convidou Kojima para o projeto em setembro de 2012. O jogo foi anunciado como P.T. (abreviação de Playable Teaser) e uma demo do jogo foi lançada gratuitamente na PlayStation Store em agosto de 2014. P.T. revelou o envolvimento de Del Toro, juntamente com Norman Reedus como a voz e aparência de seu protagonista.
O desenvolvimento do jogo foi questionado devido aos rumores em torno do trabalho de Kojima com a conclusão de Metal Gear Solid V: The Phantom Pain, e sua eventual saída da Konami. Em abril de 2015, a Konami anunciou que o jogo havia sido cancelado, uma ação que foi criticada por jornalistas e fãs da franquia. Kojima, del Toro e Reedus se reuniram para desenvolvimento do jogo Death Stranding de 2019.

## Desenvolvimento

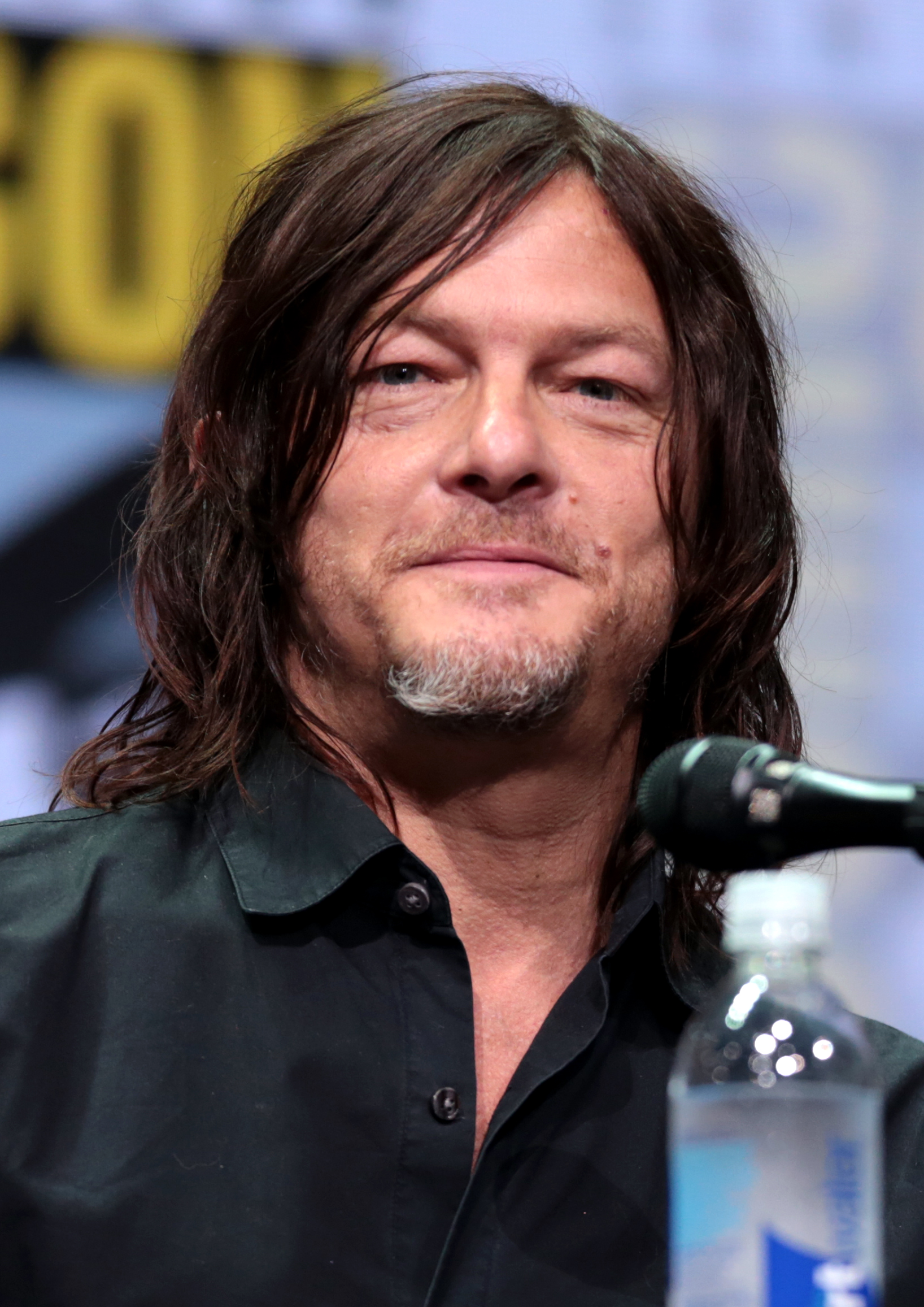
O ator norte-americano Norman Reedus seria a base do protagonista principal

Em setembro de 2012, o presidente da Konami pediu a Hideo Kojima, produtor da série Metal Gear Solid da Konami, para dirigir a próxima sequência de Silent Hill, pedido o qual ele respondeu que adoraria, usando a tecnologia gráfica conhecida como Fox Engine.
Quando perguntado sobre o projeto, Kojima afirmou:
| “ | Honestamente, eu sou do tipo medroso quando se trata de filmes de terror, então eu não estou confiante o suficiente se posso fazê-lo ou não. Ao mesmo tempo, há um certo tipo de horror que somente as pessoas que têm medo podem criar, talvez seja por causa disso que eu dê conta de fazer o novo jogo. Dito isso, acho que Silent Hill tem uma certa atmosfera. Eu acho que tem que continuar, e eu adoraria ajudá-la a continuar, e se eu puder ajudar, com supervisão ou emprestando a tecnologia do motor gráfico Fox Engine, então eu adoraria ainda mais participar nesse aspecto. | ” |

Masahiro Ito afirmou em seu perfil no Twitter que ele estaria disposto a trabalhar juntamente com Hideo Kojima em outro jogo da série Silent Hill. Akira Yamaoka disse que ficaria "feliz" em compor uma musica tema para o jogo.

### P.T.
Em 12 de agosto de 2014, a Sony anunciou que uma teaser interativa de Silent Hill chamada P.T. ("Playable Teaser"), desenvolvida pelo estúdio inexistente "7780s Studio", foi disponibilizada na PlayStation Store exclusivamente para PlayStation 4. Após a conclusão da P.T., a verdadeira identidade do jogo é revelada como sendo apenas uma teaser do próximo jogo da série, que será Silent Hills.
P.T. começa com um protagonista ainda desconhecido acordando em uma casa misteriosa, que eventualmente torna-se mal assombrada por um fantasma chamado Lisa. O estilo de jogo é em primeira pessoa, uma reminiscência de Amnesia: The Dark Descent ou Outlast, e a demo mostra os impressionantes gráficos realistas do motor gráfico Fox Engine. Para não expor ou revelar prematuramente a trama do jogo, a demo intencionalmente não apresenta nenhuma referência a Silent Hill (com exceção do nome "Lisa", escrito em uma parede).
No final da demo, o protagonista acorda na cidade de Silent Hill. Silent Hills, aparentemente apresenta um personagem principal dublado (e criado à semelhança) pela estrela de The Walking Dead, Norman Reedus. Hideo Kojima e o diretor, Guillermo del Toro, estão claramente vinculados ao projeto.
Kojima revelou que ele quer fazer o jogo como sendo capaz de fazer o jogador "cagar nas calças", e que o estúdio 7780 Studio recebeu esse nome devido a área, por quilômetro quadrado, de Shizuoka, e a prefeitura japonesa que se traduz literalmente como "Colinas Quietas". Muitos japoneses simplesmente se referem à série como os jogos de horror de Shizuoka.
Também foram notadas bastantes mensagens peculiares recebidas de utilizadores desconhecidos por jogadores após acabarem a demonstração. Ainda não foi descoberta a origem destas mensagens.

### Cancelamento
Em um evento da San Francisco Film Society em 26 de abril de 2015, o diretor assistente Guillermo del Toro teria dito aos participantes que Silent Hills havia sido cancelado. No dia seguinte, Norman Reedus também fez declarações no Twitter afirmando que o jogo havia sido cancelado. No mesmo dia, a Konami anunciou que o P.T. seria retirado da PlayStation Store em 29 de abril de 2015, e o Polygon informou que uma declaração anônima de uma pessoa familiarizada com o desenvolvimento do jogo também confirmou o cancelamento do jogo. Em 27 de abril de 2015, a Konami emitiu um comunicado ao Kotaku confirmando que o Silent Hills "não seria continuado", mas que eles planejavam continuar a franquia Silent Hill. Fãs chateados pelo cancelamento mais tarde iniciaram uma petição no Change.org solicitando que a Konami continuasse o projeto.